# Tommy Hannan
Thomas G. Tommy Hannan (Baltimore (Estados Unidos), 14 de enero de 1980) es un nadador olímpico retirado especialista en estilo mariposa. Fue olímpico en los Juegos Olímpicos de Sídney 2000 donde consiguió la medalla de oro en la prueba de 4x100 metros estilos tras nadar las series eliminatorias.

## Palmarés internacional
| Juegos Olímpicos | Juegos Olímpicos    | Juegos Olímpicos | Juegos Olímpicos |
| Año              | Lugar               | Medalla          | Prueba           |
| ---------------- | ------------------- | ---------------- | ---------------- |
| 2000             | Sídney ( Australia) | Medalla de oro   | 4x100 m estilos  |